# Петровский парк (Москва)
Петровский парк — пейзажный парковый комплекс в северо-западной части Москвы. Памятник паркового искусства XIX века. Площадь 22 га. Примыкает к Ленинградскому проспекту. Ограничен с северо-запада улицей Серёгина, с северо-востока Петровско-Разумовской аллеей, с юго-востока Театральной аллеей.

## История

### До 1917 года
В 1774 году после народных гуляний на Ходынском поле в честь Кючук-Кайнарджийского мира Екатерина II, довольная прошедшими торжествами, заказала М. Казакову строительство каменного дворца у села Петровское-Зыково, что располагалось на Петербургском тракте. Петровский путевой дворец был спроектирован Казаковым в «турецком стиле» как и павильоны для торжеств на Ходынском поле. Строительство продолжалось с 1775 по 1782 год. Петровский дворец был последней остановкой при въезде царского поезда в Москву.
В 1812 году во дворце располагалась ставка Наполеона I.
В 1827 году в ходе восстановления Москвы после войны 1812 года было решено территорию у Петровского дворца превратить в пейзажный парк. Для этого были выкуплены дачи, окружающие дворец, и прилежащая к нему Маслова пустошь. Руководил строительством директор Комиссий от строений генерал А. А. Башилов, проведение работ было поручено архитектору И. Т. Таманскому. Таманский руководил также реставрацией Петровского дворца, пострадавшего в 1812 году. По проекту архитектора А. А. Менеласа был вырыт пруд, построены плотины, проведена дорога к Камер-Коллежскому валу, три аллеи, расходящиеся лучами от дворца: Нарышкинская, Липовая и Петровская; центральную просеку расширили и благоустроили, превратив в Дворцовую аллею. Для инвалидов Отечественной войны 1812 года были построены специальные павильоны в готическом стиле. Первоначально парк занимал площадь 65 га.

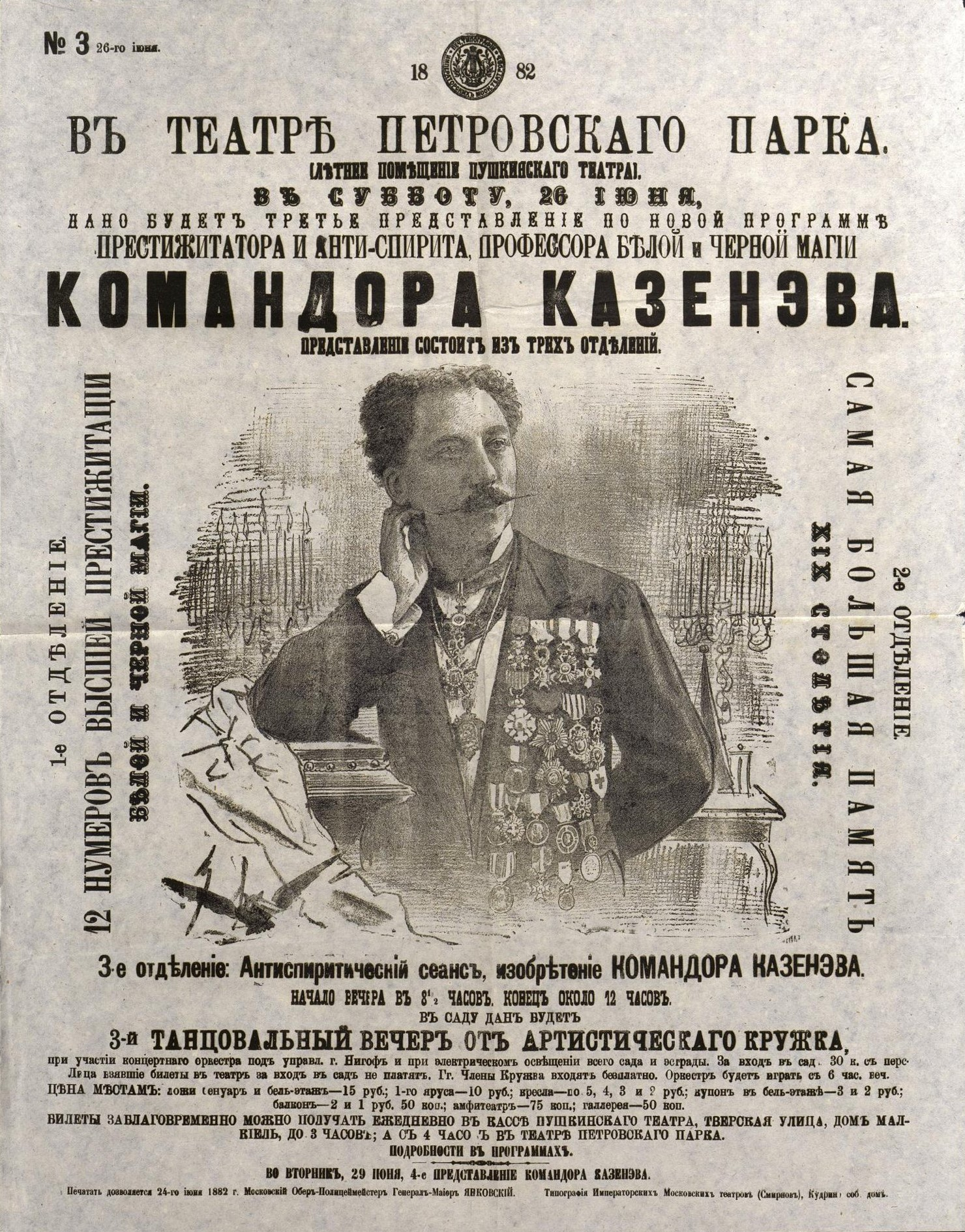
Афиша представлений в летнем театре Петровского парка, 1882 г.

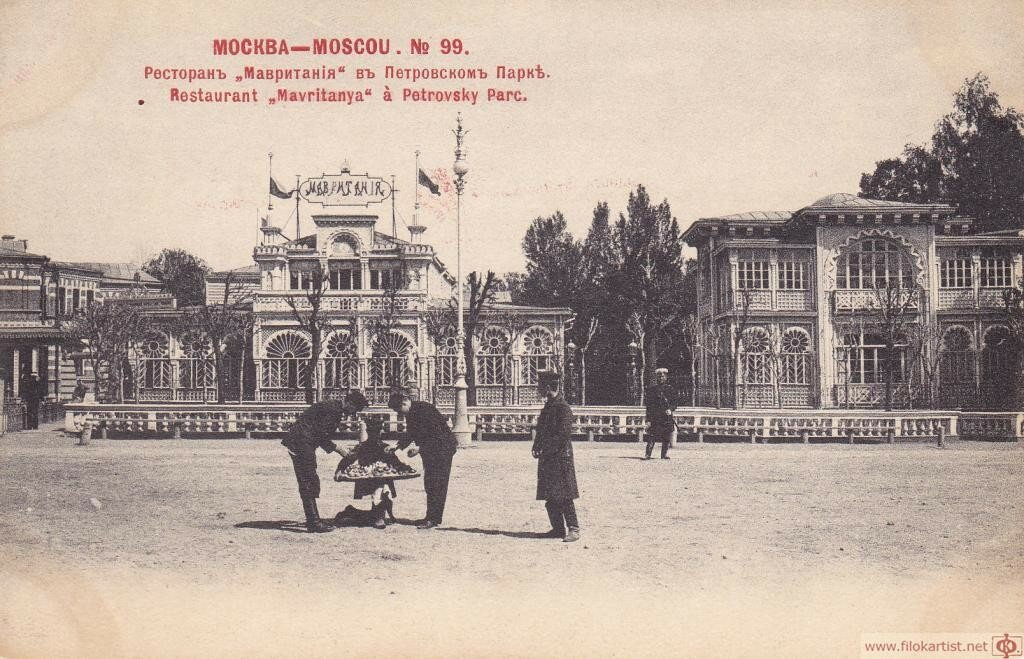
Ресторан "Мавритания" в Петровском парке, конец XIX века.

Петровский парк стал популярным местом гуляний. До середины XIX века на территории Петровского парка было запрещено содержать трактиры и постоялые дворы. По проекту архитектора М. Д. Быковского по оси Дворцовой аллеи в 1835 году был выстроен деревянный летний театр, а в 1836—1837 годах — здание так называемого воксала — по образу уже не сохранившихся к тому времени воксалов Грога в Нескучном саду и Медокса в Таганской части.
В первой половине XIX века парк стал ещё и престижным аристократическим дачным местом. По указу Николая I от 1836 года участки от Тверской заставы до Петровского парка выделялись под строительство дач; владельцам предоставлялась беспроцентная ссуда в 5 тысяч рублей на десять лет при условии «завершения строительства в три года двухэтажного дома хорошей архитектуры с мезонином, антресолями и под железной крышей». М. Д. Быковским были разработаны проекты дач в разнообразных стилях. В середине XIX века полоса дачных участков продвинулась на восток и охватила парк с севера; во второй половине XIX века дачи строились по направлению к селу Всехсвятскому — здесь появились дачи И. В. Морозова (1895; арх. Ф. О. Шехтель) и Н. П. Рябушинского (вилла «Чёрный лебедь»).
От Ильинских ворот до Петровского парка регулярно ходили линейки. В 1899 году открылась первая в городе линия электрического трамвая — от Страстного бульвара до парка.

### «Яр» и «Стрельна»
Во второй половине XIX — начале XX века на территории парка были построены знаменитые рестораны «Яр» (в 1836 году Башилов сдал свой дом французскому ресторатору Транквилю Яру) и «Стрельна» с летним отделением «Мавритания» (появился позже), а также ресторан «Эльдорадо», принадлежавший купцу Илье Арефьевичу Скалкину.
«Стрельна», созданная И. Ф. Натрускиным, представляла собой одну из достопримечательностей тогдашней Москвы — она имела огромный зимний сад. Столетние тропические деревья, гроты, скалы, фонтаны, беседки и — как полагается — кругом кабинеты, где всевозможные хоры.
В конце XIX века зелёные насаждения парка сильно сократились из-за развернувшегося дачного строительства. Лишь в 1907 году Николай II запретил раздавать земли Петровского парка под дачи.

### Место расстрелов
5 сентября 1918 года, сразу после объявления большевистской властью красного террора, в Петровском парке московская ЧК провела публичный показательный расстрел заложников из представителей высшего чиновничества бывшей Российской империи. Всего было казнено до 80 человек. Среди прочих были расстреляны министр внутренних дел Н. А. Маклаков, А. Н. Хвостов, бывший министр юстиции И. Г. Щегловитов — последний председатель Государственного Совета, протоиерей Иоанн Восторгов и др. Как вспоминал очевидец расстрела Сергей Кобяков:

Расстреливали всех в Петровском парке. Казнь была совершена публично. Чекисты выкрикивали имена казнимых. Указывая на Щегловитова, они кричали: «Вот бывший царский министр, который всю жизнь проливал кровь рабочих и крестьян…» …После расстрела все казнённые были ограблены

### Стадион «Динамо»
В последующий период водоёмы были засыпаны. Большая территория парка была отведена под строительство стадиона «Динамо», построенного здесь в 1928 году.

## Архитектурные сооружения
- Храм Благовещения Пресвятой Богородицы (1844—1847), архитектор Фёдор Рихтер
- Вилла Николая Рябушинского «Чёрный лебедь» (1908), архитектор Владимир Адамович
- Храм священномученика Владимира Медведюка и новомучеников и исповедников Российских (2000—2018), архитектор Сергей Кузнецов

## Галерея
| - Петровский парк на карте Москвы 1895 года - Футуристический Петровский парк в XXIII веке на открытке 1914 года из цикла «Москва в XXIII веке» - Петровский парк вблизи станции метро «Динамо» с уничтоженным подлеском и кустами - Храм священномученика Владимира Медведюка и новомучеников и исповедников Российских (слева) |